# Дугонг
Дугонг или морска крава  (Dugong dugon) је сисар из реда Sirenia.

## Угроженост
Ова врста се сматра рањивом у погледу угрожености врсте од изумирања.

## Распрострањење
Ареал дугонга обухвата већи број држава на подручју Индијског океана и југозападног Пацифика.
Врста је присутна у Аустралији, Индији, Индонезији, Вануатуу, Кини, Јапану, Саудијској Арабији, Тајланду, Вијетнаму, Малезији, Филипинима, Египту, Судану, Сомалији, Мадагаскару, Кенији, Танзанији, Мозамбику, Соломоновим острвима, Палауу, Папуи Новој Гвинеји, Коморима, Џибутију, Еритреји, Брунеју, Сејшелима, Бахреину, Камбоџи, Јордану, Катару, Сингапуру, Шри Ланци и Уједињеним Арапским Емиратима.
Врста је изумрла у Маурицијусу и Малдивима.
Присуство је непотврђено у Јемену, Ирану, Ираку, Бангладешу, Кувајту и Оману.

## Станиште
Станиште врсте су морски екосистеми.